# BlueMSX
blueMSX is een open bron MSX emulator en maakt gebruik van een uniek emulatiemodel om de hoogst mogelijke emulatieaccuratesse te bereiken en is beschikbaar voor het besturingssysteem Microsoft Windows. Naast MSX-emulatie emuleert blueMSX ook computersystemen die sterk aan MSX verwant zijn. blueMSX beschikt over een geavanceerde machineconfiguratie-editor waarmee gevorderde gebruikers nagenoeg ieder bestaand MSX-computermodel kunnen emuleren of een eigen, niet op een bestaand MSX-model gebaseerde configuratie kunnen ontwerpen. blueMSX bevat tevens een krachtige debugger die verscheidene assemblyformaten ondersteunt. Momenteel is blueMSX beschikbaar in 14 talen.

## Kenmerken

### blueAUDIO
blueAudio emuleert alle geluidschips, onder meer: PSG (AY-3-8910), MSX-MUSIC (YM2413), MSX-AUDIO (Y-8950) en Moonsound. Ook de door Konami ontwikkelde geluidschips SCC en SCC+ worden geëmuleerd.

### blueDECK
Hiermee is het mogelijk om gegevens van Compact cassette te laden en terug op te slaan. Defacto was de datarecorder voor de meeste 8-bits computersystemen de wijze waarop gegevens konden worden geladen en opgeslagen.

### blueGUI
Een grafische gebruikersomgeving (GUI) met de mogelijkheid om een van de vele voorgeconfigureerde machines te selecteren of om een eigen machineconfiguratie samen te stellen. Van vrijwel ieder MSX-computermodel is een machineconfiguratie beschikbaar.

### blueSPEED
Hiermee kan de snelheid van de emulator ingesteld en gewijzigd worden zonder dat hiervoor een menu geraadpleegd dient te worden. Hiermee kan bijvoorbeeld een deel van een spel versneld worden weergegeven of "doorgespoeld".

### blueTV
Met blueTV kan de weegavemodus van de emulatie op het computerbeeldscherm worden gewijzigd naar de weergave op een traditioneel televisietoestel en kan het nostalgische gevoel oproepen van het computertijdperk medio de jaren 80. Momenteel worden 6 weergavemodi ondersteund.

### blue-vDrive
Een virtuele harde schijf waarmee tussen verschillende diskettes kan worden gewisseld met slechts één muisklik.

## Geëmuleerde systemen
De onderstaande computersystemen worden door blueMSX geëmuleerd.

### MSX
- MSX1
- MSX2
- MSX2+
- MSX Turbo-R

### Verwante systemen
De onderstaande systemen zijn sterk verwant aan de MSX-standaard en kunnen worden beschouwd als de voorloper van de MSX-standaard.
- ColecoVision
- Sega SG-1000 (inclusief de uitbreidingen SC-3000, SF-7000)
- Spectravideo SVI-318 en SVI-328